# Miguel Pinto da Silva Menezes de Sequeira
Prof. Dr. Miguel Pinto da Silva Menezes de Sequeira ( * 1964 - ) es un botánico y profesor portugués. Desarrolla su actividad científica-académica en la Universidad de Madeira

## Algunas publicaciones

### Libros
- Sequeira, MP da SM de. 1997. A flor : aspectos morfológicos, funcionais e evolutivos. Ed. Vila Real : UTAD. Colección Extra serie. ISBN 972-669-284-9

- Castro, CAB de B; MP da SM de Sequeira. 1995. O linho e a sua cultura. Ed. Vila Real : Univ. de Trus-os-Montes e Alto Douro. iv + 38 pp. : il. ISBN 972-669-169-9
- La abreviatura «M.Seq.» se emplea para indicar a Miguel Pinto da Silva Menezes de Sequeira como autoridad en la descripción y clasificación científica de los vegetales.[3]